# 2428 Kamenyar
2428 Kamenyar eller 1977 RZ6 är en asteroid i huvudbältet som upptäcktes den 11 september 1977 av den rysk-sovjetiske astronomen Nikolaj Tjernych vid Krims astrofysiska observatorium på Krim. Den har fått sitt namn efter Ivan Franko..
Asteroiden har en diameter på ungefär 23 kilometer och den tillhör asteroidgruppen Veritas.